# Calle Ituzaingó
La Calle Ituzaingó (69) es una importante arteria del Partido de General San Martín, en la zona norte del Gran Buenos Aires. Vincula las localidades de San Andrés y Villa Maipú con la Ciudad Autónoma de Buenos Aires.
Es desde el año 2008 una de las principales vías de ingreso y egreso al partido. Originalmente su traza se iniciaba en el número 1500, en la intersección con la calle Gral. M. N. Savio (38); su conexión con la Avenida General Paz fue inaugurada el 26 de junio de 2008.

## Extensión
Se inicia en la Avenida General Paz, límite con la Ciudad Autónoma de Buenos Aires, para finalizar en la Calle José C. Paz (66), detrás del Golf Club San Andrés, en las inmediaciones de la Estación San Andrés del ex Ferrocarril General Bartolomé Mitre.
Del N.º 0 al 1500 posee doble sentido de circulación. A partir del N.º 1500, en su intersección con la Calle Gral. M. N. Savio (38) posee sentido de circulación sur-norte. En dirección a la Ciudad Autónoma de Buenos Aires el tráfico automotor ingresa por la Calle Las Heras (71), paralela en sentido norte-sur.

## Recorrido
- 0: Inicio de la Calle Ituzaingó en su intersección con la Avenida General Paz. Club Ferrocarril Gral. Bartolomé Mitre. Talleres ferroviarios (EMFER).
- 1500: Cruce con la calle Gral. M. N. Savio (38). A partir del mismo, único sentido de circulación sur-norte.
- 1700: Cruce con la calle Perdriel (42)
- 1800: Cruce con la avenida Pte. A. H. Illia (A44)
- 1900: Cruce con la calle Lincoln (46)
- 2000: Cruce con la calle Estrada (48)
- 2100: Cruce con la calle Mitre (54)
- 2300: Cruce con la calle Pueyrredón (58)
- 2400: Cruce con la diagonal Sáenz Peña (D62)
- 2500: Cruce con la calle Prof. Agustín Rogelio Vidal (ex Ramón L. Falcón) (D62)
- 2600: Cruce con la calle 3 de Febrero (64)
- 2700: Cruce con la calle José C. Paz (66)
- 2720: Fin de la calle. Golf Club San Andrés.

## El proyecto de ampliación
La extensión de la calle Ituzaingó, y su correspondiente conexión con la Avenida General Paz se inauguró 79 años después de haberse realizado la cesión de tierras -entonces pertenecientes al Ejército Argentino- por el presidente Hipólito Yrigoyen, en 1929. En 1944 el decreto 28272/44, suscripto por el presidente provisional Edelmiro Farrell, determinó la cesión para la prolongación de la calle, rectificando previamente la traza original. El decreto lleva la firma del entonces ministro y futuro Presidente de la Nación Juan Domingo Perón.

## Acceso "Presidente Néstor Kirchner"
El 25 de noviembre de 2010, el Honorable Concejo Deliberante de General San Martín aprobó la denominación del tramo de la calle Ituzaingó, comprendido entre la Av. General Paz y la calle Maquinista N. Savio, como "Acceso Presidente Néstor Kirchner", en homenaje al fallecido expresidente.